# Marie Reisik
Marie Reisik (ur. 6 lutego 1887 w Kilingi-Nõmme, zm. 1941 w Tallinnie) – estońska nauczycielka, działaczka na rzecz praw kobiet i polityk.

## Życiorys
Marie Tammann uczęszczała do rosyjskiego gimnazjum dla dziewcząt w Parnawie. Jej nauczycielkami były między innymi: Lilli Suburg i estońska poetka narodowa Lydia Koidula. W 1908 roku wyjechała na studia do Paryża, gdzie ukończyła kurs w Alliance française. Po powrocie pracowała jako nauczycielka języka francuskiego w Torma, a od 1910 w Tartu. W 1911 roku wyszła za mąż za prawnika Peetera Reisika.
Już w 1907 roku Marie znalazła się w gronie założycielek pierwszej organizacji działającej na rzecz praw kobiet w Estonii Tartu Eesti Naesterahva Selts. W latach 1911–1918 była redaktorem naczelnym „Naesterahwa Töö ja Elu”. 27 maja 1917 roku wzięła udział i została przewodniczącą pierwszego Estońskiego Kongresu Kobiet. Podczas obrad zwracano uwagę na znaczenie edukacji zawodowej, zrównanie wynagrodzeń z mężczyznami. Dyskutowano o społecznych zadaniach kobiet, wychowaniu i edukacji. Jednak w tych latach kobiety skoncentrowały się na działaniach wspomagających uzyskanie przez Estonię niepodległości. Wraz z uzyskaniem niepodległości przez Estonię kobiety uzyskały prawo wyborcze. W 1919 roku Marie została wybrana do Estońskiego Zgromadzenia Ustawodawczego i była tam jedną z 9 kobiet. Do parlamentu była wybierana jeszcze dwukrotnie w 1932 i 1936 roku. W wyborach w 1929 roku otrzymała więcej głosów niż Jaan Tõnisson, lider Estońskiej Partii Ludowej, z której ramienia startowała w wyborach.
W 1920 roku podczas II Kongresu powstało Eesti Naisorganisatsioonide Liit (Estońskie Stowarzyszenie Organizacji Kobiecych), które potem przekształciło się w Eesti naisliidu poolt (Estoński Związek Kobiet). Marie została przewodniczącą tej organizacji. W latach 1926–1932 była założycielką i redaktorką czasopisma Naiste Hääl. Gdy w 1935 roku Związek Kobiet założył Kodumajanduse Instituut, który był trzyletnią wyższą szkołą zawodową, Marie została jego dyrektorką. Po wkroczeniu wojsk radzieckich do Estonii w 1939 roku, Związek Kobiet został zlikwidowany. Marie Reisik zmarła w 1941 roku w tallińskim szpitalu kilka dni po śmierci męża.